# .dk
.dk је највиши Интернет домен државних кодова (ccTLD) за Данску.
Надзор .dk највишег Интернет домена врши само DK Hostmaster.